# Gastone Cavazzana
Gastone Cavazzana (Rovigo, 21 febbraio 1943) è un giocatore di biliardo italiano.
Nasce a Rovigo il 21 febbraio del 1943. All'età di quattordici anni si trasferisce a Torino dove nel 1966 inizia la sua carriera biliardistica. Nel 1971 approda al primo titolo italiano a cui ne seguiranno altri otto. Nel 2005 conquista il titolo italiano a squadre.
Viene ritenuto a ragione uno dei più forti esecutori di "Tiri Spettacolo", attività che svolge insieme al figlio Fabio Cavazzana, anch'egli giocatore professionista.
Ha prodotto un DVD denominato Biliardo Master pubblicato nel 2004 da Millenniumstorm

## Palmarès
I principali risultati
- 1971 Campione Italiano goriziana individuale (Torino)
- 1972 Campione Italiano goriziana individuale (Jesi)
- 1973 Campione Italiano goriziana a coppie  (Levico)
- 1976 Campionato italiano 5 birilli a coppie FISAB  (Pavia)
- 1980 Campione Italiano goriziana a coppie  (Borgano)
- 1981 Campionato italiano 1ª categoria 5 birilli (Lissone)
- 1998 Campionato italiano categoria Masters 5 birilli (Saint Vincent)
- 2005 Campionato italiano a squadre (Saint Vincent)